# J.League Division 1 2000
Die J.League Division 1 2000 war die achte Spielzeit der höchsten Division der japanischen J.League und die zweite unter dem Namen Division 1. An ihr nahmen sechzehn Vereine teil. Die reguläre Saison wurde in zwei Halbserien ausgetragen und begann am 11. März 2000. Nach dem Ende der zweiten Halbserie am 26. November 2000 spielten die Sieger der beiden Halbserien, Kashima Antlers und Yokohama F. Marinos, in zwei Spielen um den japanischen Meistertitel. Diese Endspiele wurden nach der regulären Saison am 2. und 9. Dezember ausgetragen. Nach einem 0:0 in Yokohama gewann Kashima das Rückspiel im Olympiastadion Tokio, in welches das Spiel aufgrund des erwarteten Zuschauerinteresses verlegt worden war, mit 3:0 und sicherte sich so den insgesamt dritten Ligatitel.
Absteiger in die J.League Division 2 2001 waren Kyōto Purple Sanga und Kawasaki Frontale.

## Modus
Wie in der Vorsaison standen sich die Vereine zweimal, also je einmal zuhause und einmal auswärts, gegenüber, allerdings wurden beide Halbserien als getrennte Meisterschaften gewertet. Bei Gleichstand nach 90 Minuten wurde die Spielzeit um zweimal fünfzehn Minuten verlängert, wobei die Golden-Goal-Regel zur Anwendung kam. Stand es danach immer noch unentschieden, wurde das Spiel als solches gewertet.
Für einen Sieg nach regulärer Spielzeit gab es drei, für einen Sieg in der Verlängerung zwei Punkte; bei einem Unentschieden gab es für jede Mannschaft einen Zähler. Die Tabelle einer jeden Halbserie wurde also nach den folgenden Kriterien erstellt:
1. Anzahl der erzielten Punkte
2. Tordifferenz
3. Erzielte Tore
4. Ergebnisse der Spiele untereinander
5. Entscheidungsspiel oder Münzwurf

Nach Ende einer Halbserie qualifizierte sich der Verein mit den meisten Punkten für die Endspiele um die japanische Meisterschaft. Der Sieger der Endspiele qualifizierte sich als japanischer Meister für die Asian Club Championship 2000/01. Zur Ermittlung der beiden Absteiger wurde nach Ende der Saison nach den gleichen Kriterien wie oben angegeben eine Tabelle über die gesamte Spielzeit gebildet, die beiden schlechtesten Mannschaften mussten den Gang in die Zweitklassigkeit antreten.

## Teilnehmer
Insgesamt nahmen sechzehn Mannschaften an der Spielzeit teil. Nicht mehr dabei waren der Tabellenletzte der Vorsaison, Bellmare Hiratsuka sowie die Urawa Red Diamonds, die in einem spannenden Abstiegsfinale zwischen insgesamt drei Mannschaften lediglich aufgrund der geringsten Tordifferenz als Vorletzter in die J.League Division 2 2000 absteigen mussten.
Ersetzt wurden die beiden Absteiger durch Kawasaki Frontale, den Meister der Division 2 1999, sowie den Zweitplatzierten FC Tokyo. Beide Vereine klopften bereits im vergangenen Jahr an die Tür des Oberhauses, scheiterten aber vorerst noch in einem Qualifikationsspiel (Kawasaki) bzw. an mangelnden wirtschaftlichen Gegebenheiten (FC Tokyo). Mit dem Aufstieg Kawasakis erhielt die Division 1 nur ein Jahr nach der Fusion der beiden Vereine aus Yokohama das zweite Stadtderby ihrer Geschichte.
| Verein               | Stadt/Region         |
| -------------------- | -------------------- |
| Avispa Fukuoka       | Fukuoka, Fukuoka     |
| Cerezo Osaka         | Osaka, Osaka         |
| Gamba Osaka          | Suita, Osaka         |
| JEF United Ichihara  | Ichihara, Chiba      |
| Júbilo Iwata         | Iwata, Shizuoka      |
| Kashima Antlers      | Kashima, Ibaraki     |
| Kashiwa Reysol       | Kashiwa, Chiba       |
| Kawasaki Frontale    | Kawasaki, Kanagawa   |
| Kyoto Purple Sanga   | Kyōto, Kyōto         |
| Nagoya Grampus Eight | Nagoya, Aichi        |
| Sanfrecce Hiroshima  | Hiroshima, Hiroshima |
| Shimizu S-Pulse      | Shizuoka, Shizuoka   |
| FC Tokyo             | Tokio                |
| Verdy Kawasaki       | Kawasaki, Kanagawa   |
| Vissel Kōbe          | Kōbe, Hyōgo          |
| Yokohama F. Marinos  | Yokohama, Kanagawa   |

## Trainer
| Verein               | Cheftrainer                                    |
| -------------------- | ---------------------------------------------- |
| Kashima Antlers      | Toninho Cerezo                                 |
| JEF United Ichihara  | Nicolae Zamfir → Sugao Kambe → Zdenko Verdenik |
| Kashiwa Reysol       | Akira Nishino                                  |
| FC Tokyo             | Kiyoshi Ōkuma                                  |
| Verdy Kawasaki       | Chang Woe-ryong                                |
| Kawasaki Frontale    | Zeca → Toshiaki Imai → Hiroshi Kobayashi       |
| Yokohama F. Marinos  | Osvaldo Ardiles                                |
| Shimizu S-Pulse      | Steve Perryman → Zdravko Zemunović             |
| Júbilo Iwata         | Gjoko Hadžievski → Masakazu Suzuki             |
| Nagoya Grampus Eight | João Carlos                                    |
| Kyoto Purple Sanga   | Shū Kamo → Gert Engels                         |
| Gamba Osaka          | Hiroshi Hayano                                 |
| Cerezo Osaka         | Hiroshi Soejima                                |
| Vissel Kobe          | Ryōichi Kawakatsu                              |
| Sanfrecce Hiroshima  | Eddie Thomson                                  |
| Avispa Fukuoka       | Nestor Omar Piccoli                            |

## Spieler
| Verein               | Spieler |
| -------------------- | --- |
| Kashima Antlers      | Akira Narahashi (26/3), Yutaka Akita (28/1), Fabiano (28/2), Kōji Nakata (29/4), Yasuto Honda (29/0), Naoki Sōma (30/2), Bebeto (8/1), Tomoyuki Hirase (26/11), Bismarck (26/3), Yoshiyuki Hasegawa (8/1), Atsushi Yanagisawa (26/6), Tadatoshi Masuda (14/0), Seiji Kaneko (10/0), Masashi Motoyama (18/6), Mitsuo Ogasawara (28/3), Kōji Kumagai (24/1), Yoshirō Nakamura (2/0), Daijirō Takakuwa (30/0), Jun Uchida (8/0), Kenji Haneda (3/0), Kōsei Nakamura (1/0), Hitoshi Sogahata (2/0), Takayuki Suzuki (5/2) |
| JEF United Ichihara  | Ken’ichi Shimokawa (13/0), Eisuke Nakanishi (27/3), Ichizō Nakata (26/1), Takayuki Chano (28/2), Satoshi Yamaguchi (29/2), Tomoyuki Sakai (27/1), Shin’ichi Mutō (25/2), Yūki Abe (25/0), Katsutomo Ōshiba (22/2), Baron (30/13), Nozomi Hiroyama (9/1), Tomonori Tateishi (5/0), Takenori Hayashi (16/2), Kazuhiro Suzuki (8/0), Hiroyasu Ibata (15/3), Benson (23/2), Ryō Kushino (14/0), Shinji Murai (2/0), Ryōhei Nishiwaki (5/0), Burca (4/0), Yūki Inoue (3/0), Olaroiu (10/0), Hisato Satō (8/0), Yūto Satō (1/0), Takafumi Ogura (24/3), Yasushi Kita (7/0) |
| Kashiwa Reysol       | Yūta Minami (20/0), Shigenori Hagimura (30/2), Norihiro Satsukawa (28/0), Takeshi Watanabe (30/2), Takahiro Shimotaira (20/0), Tomonori Hirayama (27/3), Tomokazu Myōjin (29/2), Sasa (2/0), Hideaki Kitajima (30/18), Harutaka Ōno (27/4), Nozomu Katō (29/2), Naoki Sakai (15/0), Mitsuteru Watanabe (28/5), Makoto Sunakawa (20/5), Tōru Irie (9/0), Hong Myung-bo (29/2), Motohiro Yoshida (10/0), Shin’ya Yabusaki (1/0), Tarō Hasegawa (3/0), Shin’ya Tanoue (2/0), Keiji Tamada (5/0), Park Kun-ha (5/1), Mauricio (3/0), Hwang Sun-hong (6/1) |
| FC Tokyo             | Hiromitsu Horiike (1/0), Naruyuki Naitō (27/1), Sandro (29/0), Mitsunori Yamao (7/0), Yoshinori Furube (2/0), Tetsuya Asano (8/0), Satoru Asari (27/0), Ryūji Fujiyama (30/0), Tuto (29/17), Kensuke Kagami (3/1), Amaral (22/13), Osamu Umeyama (1/0), Tadatoshi Masuda (13/1), Yukihiko Satō (28/5), Takuya Jinno (18/4), Toshiki Koike (27/2), Tōru Kaburagi (7/0), Hayato Okamoto (1/0), Yōichi Doi (30/0), Tetsuhiro Kina (22/0), Masamitsu Kobayashi (27/2), Shin’ya Sakoi (4/0), Takayuki Komine (30/0), Masatoshi Matsuda (1/0), Jun Enomoto (1/0), Mitsuhiro Toda (14/0) |
| Verdy Kawasaki       | Takuya Yamada (30/4), Yūsuke Mori (5/0), Kentarō Hayashi (27/6), Atsushi Yoneyama (30/1), Kazuyoshi Mikami (26/1), Yoshiyuki Kobayashi (11/0), Tsuyoshi Kitazawa (4/0), Hayato Yano (1/0), Kim Hyun-seog (25/16), Teruo Iwamoto (9/0), Kiyomitsu Kobari (1/0), Keiji Ishizuka (29/6), Yūji Hironaga (24/2), Kōichi Sugiyama (25/0), Naoto Sakurai (17/0), Yoshihiro Nishida (12/0), Kazunori Iio (26/4), Kenji Honnami (29/0), Yūji Nakazawa (29/4), Kim Doh-keun (14/0), Yōsuke Ikehata (4/0), Kazuki Hiramoto (9/1), Toshimi Kikuchi (5/0), Osamu Umeyama (9/0), Hiromasa Suguri (3/0) |
| Kawasaki Frontale    | Takeshi Urakami (24/0), Eiji Takada (1/0), Hideki Sahara (5/0), Ryōsuke Okuno (25/0), Pedrinho (14/1), Yoshinobu Minowa (1/0), Shūhei Terada (8/1), Tōru Oniki (21/1), Takayuki Suzuki (11/0), Yasuyuki Moriyama (14/0), Mazinho (8/1), Tatsuru Mukōjima (8/1), Naoki Urata (13/2), Tetsuo Nakanishi (5/0), Yoshinori Doi (2/0), Shinji Ōtsuka (17/0), Alvarenga (13/1), Akira Itō (13/2), Yasuhiro Nagahashi (19/1), Shinkichi Kikuchi (6/0), Yūsuke Nakatani (10/1), Tomoaki Kuno (28/1), Taketo Shiokawa (4/0), Tetsuya Ōishi (10/1), Kazuki Ganaha (18/2), Akira Konno (20/3), Takumi Morikawa (17/1), Junji Nishizawa (19/1), Nobuyasu Ikeda (9/1), Takeo Harada (15/1), Isidoro (9/2), Daniel (8/1), Ricardinho (6/0), Luiz (2/0) |
| Yokohama F. Marinos  | Yoshikatsu Kawaguchi (28/0), Naoki Matsuda (24/2), Yasuhiro Hato (26/0), Norio Omura (30/2), Yoshiharu Ueno (23/1), Hideki Nagai (21/0), Yoo Sang-chul (22/17), Atsuhiro Miura (26/5), Shunsuke Nakamura (30/5), Takayuki Yoshida (7/1), Maldonado (4/0), Masahiro Andō (7/0), Kunio Nagayama (24/2), Tatsuya Enomoto (3/0), Ryōsuke Kijima (5/0), Akihiro Endō (29/3), Daisuke Tonoike (25/8), Kazunari Okayama (13/0), Yōichi Mori (2/0), Shintarō Harada (16/1), Masahiro Ōhashi (1/0), Naohiro Ishikawa (2/0), Edmilson (23/7), Juric (9/0), Shōji Jō (4/2), Yūki Kaneko (3/0) |
| Shimizu S-Pulse      | Masanori Sanada (29/0), Toshihide Saitō (28/3), Takuma Koga (9/0), Kazuyuki Toda (27/1), Santos (27/4), Katsumi Ōenoki (27/2), Teruyoshi Itō (24/1), Alex (30/4), Sōtarō Yasunaga (24/3), Masaaki Sawanobori (27/3), Ryūzō Morioka (27/0), Fabinho (17/2), Oliva (5/1), Kōhei Hiramatsu (20/2), Tsuyoshi Tanikawa (1/1), Yoshikiyo Kuboyama (29/3), Takayuki Yokoyama (5/0), Hitoshi Matsushima (4/0), Shōhei Ikeda (1/0), Takaya Kurokawa (1/0), Daisuke Ichikawa (26/2), Masahiro Endō (7/0), Yasuhiro Yoshida (13/0) |
| Júbilo Iwata         | Yūshi Ozaki (13/0), Hideto Suzuki (29/0), Gō Ōiwa (1/0), Masami Ihara (20/1), Makoto Tanaka (26/1), Toshihiro Hattori (25/2), Fumitake Miura (21/0), Daisuke Oku (30/4), Masashi Nakayama (29/20), Toshiya Fujita (30/8), Tomoaki Ōgami (2/0), Nobuo Kawaguchi (20/3), Takahiro Yamanishi (18/0), Hiroshi Nanami (5/1), Norihisa Shimizu (7/1), Naohiro Takahara (24/10), Jō Kanazawa (10/0), Takashi Fukunishi (27/5), Ryōichi Maeda (1/0), Zivkovic (11/2), Norihiro Nishi (19/3), Van Zwam (15/0), Radchenko (17/4) |
| Nagoya Grampus Eight | Seigō Narazaki (30/0), Seiichi Ogawa (17/0), Romildo (10/0), Kazuhisa Iijima (5/0), Gō Ōiwa (17/0), Motohiro Yamaguchi (28/1), Oulida (16/1), Ueslei (9/7), Shigeyoshi Mochizuki (13/0), Stojkovic (26/5), Takashi Hirano (9/0), Kunihiko Takizawa (16/1), Masahiro Koga (25/2), Masayuki Ōmori (29/0), Yūji Miyahara (2/0), Kenji Fukuda (26/4), Ryūta Hara (12/2), Tetsuya Okayama (28/6), Hideaki Tominaga (1/0), Masahiro Iwata (7/0), Wagner Lopes (28/10), Kō Ishikawa (27/1), Taisei Fujita (10/1), Yasunari Hiraoka (12/1), Naoki Hiraoka (2/0) |
| Kyoto Purple Sanga   | Shigetatsu Matsunaga (15/0), Hiroshi Noguchi (30/1), Tadashi Nakamura (25/0), Naoto Ōtake (23/0), Edinho Baiano (24/0), Jin Satō (17/2), Kazuki Satō (13/0), Fabricio (1/0), Shigeyoshi Mochizuki (9/0), Tomoaki Matsukawa (7/0), Regis (21/4), Kazuyoshi Miura (30/17), Park Ji-sung (13/1), Makoto Atsuta (18/5), Yasuhito Endō (29/5), Kenji Miyazaki (18/0), Teruaki Kurobe (12/0), Kazuki Teshima (21/0), Hiroshi Ōtsuki (2/0), Shigeki Tsujimoto (4/0), Naohito Hirai (15/0), Masato Kawaguchi (1/0), Shin’ya Tomita (4/0), Daisuke Saitō (7/0), Daisuke Matsui (22/1), Kentarō Yoshida (5/1), Takashi Hirano (7/1) |
| Gamba Osaka          | Hayato Okanaka (8/0), Shin Asahina (4/0), Takehito Suzuki (12/0), Noritada Saneyoshi (3/0), Tsuneyasu Miyamoto (29/0), Jun’ichi Inamoto (28/4), Naoki Hiraoka (4/0), Hitoshi Morishita (26/2), Andradina (12/3), Nino Bule (13/6), Vital (27/7), Hiromi Kojima (30/9), Takayuki Yamaguchi (23/1), Masao Kiba (23/0), Takahiro Futagawa (21/0), Tōru Araiba (24/7), Kōta Yoshihara (19/3), Dambury (27/0), Naoki Matsuyo (3/0), Ryōta Tsuzuki (19/0), Masanobu Matsunami (29/4), Hideo Hashimoto (5/0), Masashi Ōguro (7/1), Hiroshige Yanagimoto (14/0) |
| Cerezo Osaka         | Seigo Shimokawa (30/0), Masaki Ogawa (5/0), Pericles (10/0), Kazuaki Tasaka (30/1), Shigeki Kurata (27/1), Yoon Jong-hwan (29/3), Takeo Harada (11/0), Hiroaki Morishima (25/15), Akinori Nishizawa (29/15), Noh Jung-yoon (25/4), Masaya Nishitani (27/5), Yasuo Manaka (17/2), Toshihiro Uchida (13/0), Satoru Suzuki (30/1), Daisuke Saitō (27/3), Daizō Okitsu (12/0), Kazuo Shimizu (13/0), Takashi Uemura (16/0), Naoki Mori (2/0), Nobuki Hara (5/1), Michiharu Sugimoto (7/2), Kiyokazu Kudō (11/0), Toshiaki Haji (1/0) |
| Vissel Kobe          | Makoto Kakegawa (2/0), Keiji Kaimoto (22/1), Megumu Yoshida (26/0), Yukio Tsuchiya (28/2), Choi Sung-yong (25/0), Yūta Abe (11/0), Michiyasu Osada (21/3), Takanori Nunobe (30/6), Hisashi Kurosaki (17/5), Shigetoshi Hasebe (25/0), Mitsutoshi Watada (26/8), Akihiro Nagashima (9/1), Shigeru Morioka (13/2), Kōji Yoshimura (24/6), Jirō Takeda (28/0), Ha Seok-ju (28/2), Takashi Kojima (7/0), Masakazu Senuma (6/1), Mitsunori Yabuta (11/2), Tomo Sugawara (22/0), Takehito Shigehara (6/1), Naoto Matsuo (4/0), Kazuhiro Mori (8/0), Fabinho (3/0) |
| Sanfrecce Hiroshima  | Takashi Shimoda (30/0), Kentarō Sawada (30/3), Hiroyoshi Kuwabara (30/0), Tetsuya Itō (28/1), Hajime Moriyasu (22/0), Makoto Ōkubo (8/0), Toshihiro Yamaguchi (2/0), Tatsuhiko Kubo (24/11), Chikara Fujimoto (27/2), Satoshi Koga (16/0), Yutaka Takahashi (12/0), Yūsaku Ueno (5/1), Shin’ya Kawashima (23/1), Kōta Hattori (29/1), Popovic (21/3), Ken’ichi Uemura (28/6), Kazuyuki Morisaki (24/3), Kōji Morisaki (4/0), Yūki Matsushita (2/0), Miguel (3/0), Keisuke Kurihara (18/4), Corica (21/3) |
| Avispa Fukuoka       | Shin’ichi Kawaguchi (15/0), Mitsuaki Kojima (27/0), Yasutoshi Miura (25/1), Yoshiyuki Shinoda (13/0), Satoru Noda (29/2), Kiyotaka Ishimaru (24/0), Montoya (28/9), Daisuke Nakaharai (22/4), Badea (24/2), Yoshitaka Fujisaki (22/0), Takeshi Ushibana (2/0), Yoshiteru Yamashita (8/3), Tomoji Eguchi (23/2), Katsuhiro Suzuki (2/0), Tatsunori Hisanaga (27/4), Kōji Maeda (21/2), Kazuyoshi Matsunaga (3/2), Takuji Miyoshi (6/0), Nobuyuki Kojima (30/0), Takashi Hirajima (23/2), Hiroki Hattori (12/2), Bisconti (12/6) |

## Statistik

### Erste Halbserie
Die erste Halbserie begann am 11. März 2000 und endete am 24. Juni 2000. Die Halbserie wurde von Yokohama F. Marinos gewonnen.

#### Tabelle
| Pl. | Verein               | Sp | Siege | Siege | U | Niederl. | Niederl. | Tore  | Diff. | Pkte | Kommentare                                  |
| Pl. | Verein               | Sp | 90′   | GG    | U | 90′      | GG       | Tore  | Diff. | Pkte | Kommentare                                  |
| --- | -------------------- | -- | ----- | ----- | - | -------- | -------- | ----- | ----- | ---- | ------------------------------------------- |
| 01  | Yokohama F. Marinos  | 15 | 10    | 0     | 0 | 04       | 1        | 32:21 | +11   | 30   | Qualifikation zur Suntory Championship 2000 |
| 02  | Cerezo Osaka         | 15 | 09    | 1     | 0 | 04       | 1        | 34:25 | +09   | 29   |                                             |
| 03  | Shimizu S-Pulse      | 15 | 08    | 2     | 0 | 04       | 1        | 21:17 | +04   | 28   |                                             |
| 04  | Kashiwa Reysol       | 15 | 06    | 4     | 0 | 04       | 1        | 25:22 | +03   | 26   |                                             |
| 05  | Júbilo Iwata         | 15 | 07    | 2     | 0 | 03       | 3        | 32:25 | +07   | 25   |                                             |
| 06  | FC Tokyo             | 15 | 07    | 1     | 0 | 6        | 01       | 24:22 | +02   | 23   |                                             |
| 07  | Vissel Kobe          | 15 | 07    | 0     | 1 | 06       | 1        | 21:17 | +04   | 22   |                                             |
| 08  | Kashima Antlers      | 15 | 06    | 2     | 0 | 07       | 0        | 20:17 | +03   | 22   |                                             |
| 09  | Verdy Kawasaki       | 15 | 05    | 2     | 1 | 04       | 3        | 26:23 | +03   | 20   |                                             |
| 10  | Sanfrecce Hiroshima  | 15 | 04    | 3     | 1 | 06       | 1        | 17:15 | +02   | 19   |                                             |
| 11  | JEF United Ichihara  | 15 | 06    | 0     | 1 | 06       | 2        | 22:22 | ±0    | 19   |                                             |
| 12  | Nagoya Grampus Eight | 15 | 04    | 3     | 1 | 05       | 2        | 17:18 | −01   | 19   |                                             |
| 13  | Gamba Osaka          | 15 | 05    | 0     | 2 | 06       | 2        | 20:23 | −03   | 17   |                                             |
| 14  | Avispa Fukuoka       | 15 | 03    | 3     | 0 | 08       | 1        | 19:28 | −09   | 15   |                                             |
| 15  | Kawasaki Frontale    | 15 | 02    | 1     | 2 | 10       | 0        | 14:29 | −15   | 10   |                                             |
| 16  | Kyoto Purple Sanga   | 15 | 02    | 0     | 1 | 08       | 4        | 16:36 | −20   | 07   |                                             |

### Zweite Halbserie
Die zweite Halbserie begann am 1. Juli 2000 und endete am 26. November 2000. Aufgrund der im Oktober stattfindenden Asien-Meisterschaft wurden dabei zwischen dem 19. August und dem 8. November keine Spiele ausgetragen. Kashima Antlers qualifizierte sich durch den Gewinn der Serie für die Suntory Championship.

#### Tabelle
| Pl. | Verein               | Sp | Siege | Siege | U | Niederl. | Niederl. | Tore  | Diff. | Pkte | Kommentare                                  |
| Pl. | Verein               | Sp | 90′   | GG    | U | 90′      | GG       | Tore  | Diff. | Pkte | Kommentare                                  |
| --- | -------------------- | -- | ----- | ----- | - | -------- | -------- | ----- | ----- | ---- | ------------------------------------------- |
| 01  | Kashima Antlers      | 15 | 09    | 1     | 4 | 0        | 1        | 28:10 | +18   | 33   | Qualifikation zur Suntory Championship 2000 |
| 02  | Kashiwa Reysol       | 15 | 09    | 2     | 1 | 03       | 0        | 23:10 | +13   | 32   |                                             |
| 03  | Júbilo Iwata         | 15 | 10    | 0     | 0 | 04       | 1        | 35:17 | +18   | 30   |                                             |
| 04  | Gamba Osaka          | 15 | 08    | 2     | 0 | 04       | 1        | 27:20 | +07   | 28   |                                             |
| 05  | Yokohama F. Marinos  | 15 | 07    | 1     | 1 | 05       | 1        | 24:24 | ±0    | 24   |                                             |
| 06  | Avispa Fukuoka       | 15 | 06    | 1     | 2 | 02       | 4        | 22:20 | +02   | 22   |                                             |
| 07  | Nagoya Grampus Eight | 15 | 07    | 0     | 1 | 05       | 2        | 25:27 | −02   | 22   |                                             |
| 08  | FC Tokyo             | 15 | 05    | 2     | 1 | 06       | 1        | 23:19 | +04   | 20   |                                             |
| 09  | Cerezo Osaka         | 15 | 05    | 2     | 0 | 07       | 1        | 20:24 | −04   | 19   |                                             |
| 10  | Verdy Kawasaki       | 15 | 05    | 0     | 3 | 06       | 1        | 20:21 | −01   | 18   |                                             |
| 11  | Sanfrecce Hiroshima  | 15 | 05    | 1     | 1 | 05       | 3        | 23:25 | −02   | 18   |                                             |
| 12  | Kyoto Purple Sanga   | 15 | 05    | 1     | 1 | 07       | 1        | 23:30 | −07   | 18   |                                             |
| 13  | Shimizu S-Pulse      | 15 | 02    | 3     | 2 | 08       | 0        | 13:19 | −06   | 14   |                                             |
| 14  | Vissel Kobe          | 15 | 03    | 1     | 0 | 10       | 1        | 19:32 | −13   | 11   |                                             |
| 15  | Kawasaki Frontale    | 15 | 01    | 3     | 2 | 09       | 0        | 12:27 | −15   | 11   |                                             |
| 16  | JEF United Ichihara  | 15 | 02    | 1     | 1 | 08       | 1        | 15:27 | −12   | 09   |                                             |

### Gesamttabelle
| Pl.                    | Verein               | Sp | Siege | Siege | U | Niederl. | Niederl. | Tore  | Diff. | Pkte | Kommentare                                |
| Pl.                    | Verein               | Sp | 90′   | GG    | U | 90′      | GG       | Tore  | Diff. | Pkte | Kommentare                                |
| ---------------------- | -------------------- | -- | ----- | ----- | - | -------- | -------- | ----- | ----- | ---- | ----------------------------------------- |
| 1/2                    | Kashima Antlers      | 30 | 15    | 3     | 4 | 07       | 1        | 48:27 | +21   | 55   |                                           |
| 1/2                    | Yokohama F. Marinos  | 30 | 17    | 1     | 1 | 09       | 2        | 56:45 | +11   | 54   |                                           |
| 03                     | Kashiwa Reysol       | 30 | 15    | 6     | 1 | 07       | 1        | 48:32 | +16   | 58   |                                           |
| 04                     | Júbilo Iwata         | 30 | 17    | 2     | 0 | 07       | 4        | 67:42 | +25   | 55   |                                           |
| 05                     | Cerezo Osaka         | 30 | 14    | 3     | 0 | 11       | 2        | 54:49 | +05   | 48   |                                           |
| 06                     | Gamba Osaka          | 30 | 13    | 2     | 2 | 10       | 3        | 47:43 | +04   | 45   |                                           |
| 07                     | FC Tokyo             | 30 | 12    | 3     | 1 | 12       | 2        | 47:41 | +06   | 43   |                                           |
| 08                     | Shimizu S-Pulse      | 30 | 10    | 5     | 2 | 12       | 1        | 34:36 | −02   | 42   |                                           |
| 09                     | Nagoya Grampus Eight | 30 | 11    | 3     | 2 | 10       | 4        | 42:45 | −03   | 41   |                                           |
| 10                     | Verdy Kawasaki       | 30 | 10    | 2     | 4 | 11       | 4        | 46:44 | +02   | 38   |                                           |
| 11                     | Sanfrecce Hiroshima  | 30 | 09    | 4     | 2 | 10       | 4        | 40:40 | ±0    | 37   |                                           |
| 12                     | Vissel Kobe          | 30 | 09    | 4     | 2 | 10       | 5        | 41:48 | −07   | 37   |                                           |
| 13                     | JEF United Ichihara  | 30 | 10    | 1     | 1 | 16       | 2        | 40:49 | −09   | 33   |                                           |
| 14                     | Avispa Fukuoka       | 30 | 08    | 1     | 2 | 14       | 5        | 37:49 | −12   | 28   |                                           |
| 15                     | Kyoto Purple Sanga   | 30 | 07    | 1     | 2 | 15       | 5        | 39:66 | −27   | 25   | Absteiger in die J.League Division 2 2001 |
| 16                     | Kawasaki Frontale    | 30 | 03    | 4     | 4 | 19       | 0        | 26:56 | −30   | 21   | Absteiger in die J.League Division 2 2001 |
| Stand: Ende der Saison |                      |    |       |       |   |          |          |       |       |      |                                           |

### Suntory Championship
Nach einem torlosen Hinspiel entschied Kashima Antlers das Rückspiel mit 3:0 für sich. Für das Team von der Pazifikküste war es nach 1996 und 1998 der dritte Meistertitel.

#### Hinspiel
| Paarung        | Yokohama F. Marinos – Kashima Antlers |
| Ergebnis       | 0:0                                   |
| Datum          | 2. Dezember 2000                      |
| Stadion        | International Stadium, Yokohama       |
| Zuschauer      | 41.595                                |
| Schiedsrichter | Leslie Mottram                        |
| Tore           | keine                                 |

#### Rückspiel
| Paarung        | Kashima Antlers – Yokohama F. Marinos                                       |
| Ergebnis       | 3:0 (3:0)                                                                   |
| Datum          | 9. Dezember 2000                                                            |
| Stadion        | Olympiastadion, Tokio                                                       |
| Zuschauer      | 44.665                                                                      |
| Schiedsrichter | Masayoshi Okada                                                             |
| Tore           | 1:0 Takayuki Suzuki (24.), 2:0 Akira Narahashi (39.), 3:0 Kōji Nakata (44.) |

## Preise

### Fußballer des Jahres
- Shunsuke Nakamura (Yokohama F. Marinos)

### Beste Torschützen
| Rang | Spieler           | Verein              | Tore | Spiele |
| ---- | ----------------- | ------------------- | ---- | ------ |
| 1    | Masashi Nakayama  | Júbilo Iwata        | 20   | 29     |
| 2    | Hideaki Kitajima  | Kashiwa Reysol      | 18   | 30     |
| 3    | Yoo Sang-chul     | Yokohama F. Marinos | 17   | 22     |
| 3    | Tuto              | FC Tokyo            | 17   | 29     |
| 3    | Kazuyoshi Miura   | Vissel Kobe         | 17   | 30     |
| 6    | Kim Hyun-seok     | Verdy Kawasaki      | 16   | 25     |
| 7    | Hiroaki Morishima | Cerezo Osaka        | 15   | 25     |
| 7    | Akinori Nishizawa | Cerezo Osaka        | 15   | 29     |
| 9    | Amaral            | FC Tokyo            | 13   | 22     |
| 9    | Baron             | JEF United Ichihara | 13   | 30     |

### Rookie des Jahres
- Kazuyuki Morisaki (Sanfrecce Hiroshima)

### Best XI
- Daijirō Takakuwa (Kashima Antlers)
- Naoki Matsuda (Yokohama F. Marinos)
- Yutaka Akita (Kashima Antlers)
- Hong Myung-bo (Kashiwa Reysol)
- Tomokazu Myōjin (Kashiwa Reysol)
- Shunsuke Nakamura (Yokohama F. Marinos)
- Junichi Inamoto (Gamba Osaka)
- Hiroaki Morishima (Cerezo Osaka)
- Tuto (FC Tokyo)
- Masashi Nakayama (Júbilo Iwata)
- Akinori Nishizawa (Cerezo Osaka)